# 2010 TD54
2010 TD54 ist ein Asteroid, der die Erde am 12. Oktober 2010 um 10:51 Uhr UTC in circa 45.000 Kilometern Entfernung passierte.
Die NASA berichtete, dass 2010 TD54 einen Durchmesser von circa 5 bis 10 Meter hat. Dies bedeutet, dass ein Zusammenstoß mit der Erde keine größeren Folgen gehabt hätte, er wäre einfach beim Eintritt in die Erdatmosphäre verglüht. Nach Angaben der NASA lag die Stelle des kürzesten Abstandes während des Passierens der Erde über Südostasien nahe Singapur. Das Objekt wurde von einem Teleskop des Catalina Sky Survey Projekts am 9. Oktober 2010 in Tucson, Arizona entdeckt.